# 종섭 (가수)
종섭(2005년 11월 19일 ~ )은 대한민국의 보이그룹 피원하모니 멤버다. 2016년 《K팝스타 6》에 참가하였으며, 보이프렌드라는 이름으로 듀오를 결성하여 우승하였다. 우승후 YG엔터테인먼트에 입사하였다.

## 출연 작품

### 텔레비전 프로그램
- 《K팝스타 6》 (2016.12.4-2017.4.9) - 우승자
- 《본격연예 한밤》(2017.4.18) 게스트
- 《영재 발굴단》(2017.4.26,2017.5.3) - 105회, 106회
- 《SBS 인기가요》 (2017) - 908회
- 《판타스틱 듀오》(2017) - 9회,10회 패널

### 라디오 프로그램
- 《2시 컬투쇼》(2017) - 게스트
- 《박소현의 러브게임》(2017) - 게스트
- 《김창렬의 올드스쿨》(2017.5.3) - 게스트
- 《붐붐파워》(2017.5.5) - 게스트

### 광고
- 《파리바게트》 (2017.5.26) - 파리바게뜨 포켓샌드 광고

### 공연
《K팝스타 콘서트》 (2017.6.17~6.18)
《LG 트윈스》 (2017.5.21)-시타 및 공연

### 영화
《 피원에이치: 새로운 세계의 시작 》 (2020.10.08)